# Gemma Lienas
Gemma Lienas Massot (Barcelona, 16 de enero de 1951) es una escritora y política española. Desde marzo de 2021 es diputada del Parlamento de Cataluña por Barcelona por el PSC. Anteriormente, de octubre de 2015 a octubre de 2017, fue diputada del parlamento catalán por Catalunya Sí Que Es Pot.

## Biografía
Es hija de un pequeño industrial catalán y de un ama de casa francesa.
Inició su etapa escolar de manera breve en el Liceo Francés de Barcelona y posteriormente en una de las escuelas  por la burguesía catalana como resistencia antifranquista en la que el uso del catalán a pesar de la prohibición oficial era cotidiano. 
A principios de los años 70 estudió Filosofía y Letras en la Universidad Autónoma de Barcelona. En esta época compaginó su trabajo en un centro de psicología con la docencia en una escuela para niños borderlines, en cuya fundación participó. 
De 1980 a 1989 r como responsable de ediciones en Grup Promotor del Grupo Santillana. Posteriormente se incorporó a la í Cruïlla para regresar más tarde a Grup Promotor-Alfaguara, como directora de ediciones.
Empezó a escribir a mediados de los 80 y en 1986 publicó su primera novela, Cul de sac (Callejón sin salida), dirigida al público juvenil. En 1987, gana tres premios literarios: el Recull de Blanes, con la narración El gust del cafè; el Andròmina de Valencia, con la novela Vol Nocturn; y el Ramón Muntaner, con la novela juvenil Dos cavalls. Del final de este periodo es su novela juvenil Así es la vida, Carlota, que en 1990 gana la Mención de honor del IBBY (International of Books for Youth).
A principios de los 90, una enfermedad la obliga a dejar su puesto de responsabilidad, tiempo que aprovecha para instalarse en Nueva York. A su regreso a España se reincorpora al mundo editorial y vive a caballo entre Barcelona, donde dirige las ediciones de Cruïlla, y Madrid, donde dirige las colecciones juveniles de SM. En este periodo empieza a colaborar con la Universidad de Barcelona como directora técnica y profesora del postgrado de Técnicas Editoriales.
En 1998, cambia el mundo de la edición por el de la escritura a tiempo completo y se instala en Estrasburgo. A principios del 2000 vuelve a instalarse en Barcelona y se involucra en la vida de la ciudad, especialmente con grupos que trabajan a favor de la igualdad de las mujeres. En el año 2004 impulsó junto a Lourdes Muñoz y la periodista Montserrat Boix la red catalana por la igualdad Dones en Xarxa a partir de la experiencia de Mujeres en Red organización que presidió de (2006-2013). 
Ha colaborado con columnas de opinión en diversos medios de comunicación y emisoras de radio, entre ellas El País, El Periódico de Cataluña, Catalunya Radio, Com Ràdio, etc.

### Obra
Sus libros tienen siempre una visión de género. En sus escritos de no ficción ha profundizado en temas como sexualidad, violencia, prostitución, maternidad, usos del tiempo, las nuevas familias y el feminismo. Sus libros de ficción se basan habitualmente en conflictos psicológicos. 
Entre los personajes que ha creado destaca especialmente Carlota. En una de sus entrevistas, Lienas cuenta que inicialmente era solo la protagonista de una novela pero tiempo después, quería escribir un libro sobre las discriminaciones que todavía existen contra las mujeres en nuestra sociedad y se me ocurrió hacerlo de la mano de Carlota. Así nació El diario violeta de Carlota (2001), uno de los principales éxitos de la autora y el principio de una saga que llevado a la protagonista a descubrir la sexualidad y la afectividad, la violencia de género, las drogas, etc. Carlota niña es también protagonista en la colección juvenil "La tribu de Camelot" en la que la autora cuida especialmente los roles de chicos y chicas para evitar los estereotipos sexistas creando nuevos modelos de relaciones entre jóvenes más igualitaria.
Su obra ha sido traducida al alemán, euskera, italiano, portugués, entre otros.

### Trayectoria política
Se ha declarado militante del PSC, en 2006 apoyó la candidatura de José Montilla y fue representante del grupo de mujeres del partido.
En 2012 manifiesta que votará ICV-EUiA a causa de su descontento con las políticas de austeridad del PSOE. En las elecciones municipales de mayo de 2015 concurrió en el puesto número 36 de la lista de Barcelona en Comú. En agosto de 2015, se anunció que sería la número dos por Barcelona como candidata independiente en la lista de Catalunya Sí Que Es Pot, marca con la que ICV-EUiA, Podemos y Equo concurrieron a las elecciones autonómicas de Cataluña el 27-S. El 27 de octubre de 2017 votó en contra de la declaración de independencia de Cataluña enseñando su voto y a partir de 2018 deja la política y se dedica exclusivamente a escribir.
En diciembre de 2020 se anuncia que ocupará el cuarto puesto de la lista por Barcelona para las elecciones autonómicas de Cataluña del 14 de febrero de 2021, dentro de la candidatura encabezada por Salvador Illa, del PSC.

### Vida personal
Su pareja desde los años 80 es el físico e investigador Enric Banda. Tiene dos hijos de su anterior matrimonio: David nacido en 1972 y Lara en 1975 y 6 nietos. 

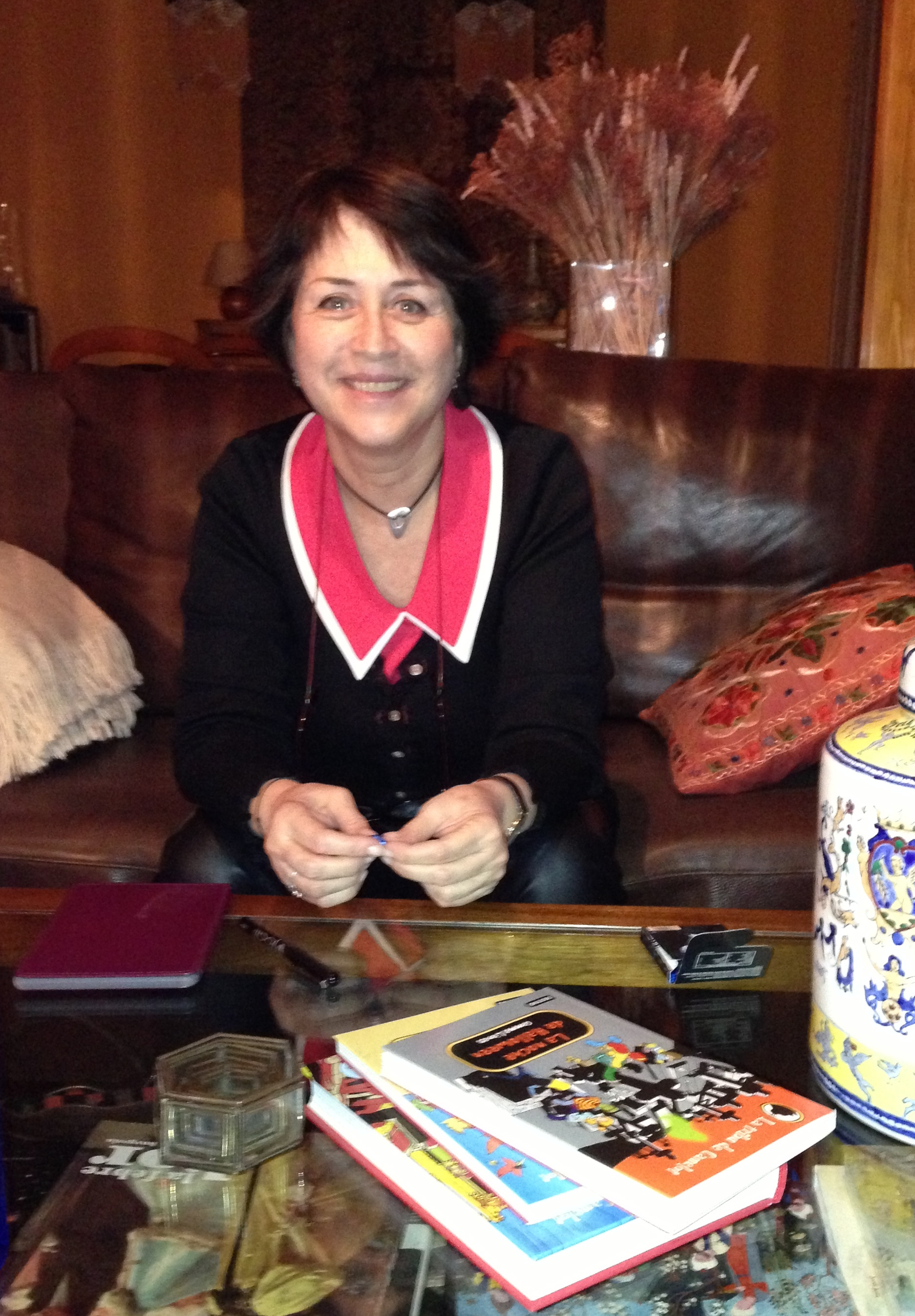
Enero de 2013

## Libros

### Novela
- Vol nocturn (catalán) - Ed. 3 i 4, 1988.
- Anoche soñé contigo /  Una nit, un somni (catalán) - Ed. El Aleph, 2010 (1.ª Ed. 2001) / Ed. Labutxaca, 2010.
- El final del joc (catalán) / El final del juego - Ed. Labutxaca, 2011 (1.ª Ed. Planeta, 2003) / Ed. Quinteto, 2011 (1.ª Ed. Planeta, 2003).
- Atrapada al mirall (catalán) / Atrapada en el espejo - Ed. Empúries / Ed. El Aleph, 2007.
- El fil invisible (catalán) / El hilo invisible - Edicions 62, 2018

### No ficción
- Vivir sin ellos, los hombres no son imprescindibles - Ed. Apóstrofe, 1996.
- Rebels, ni putes ni submises (catalán) / Rebeldes, ni putas ni sumisas - Ed. Empúries, 2005 / Ed. Península, 2005.
- Quiero ser puta. Contra la regulación del comercio sexual / Vull ser puta. Contra la regularització de la prostitució - Ed. Península / Ed. Empúries, 2006.
- Pornografia i vestits de núvia (catalán) / Pornografía y vestidos de novia - Ed. Empúries / Ed. Península, 2007.
- Us espero a taula (catalán) - Ed. Columna, 2009.
- Derechos frágiles / Drets fràgils (catalán) - Ed. Octaedro / Ed. Edicions 62, 2020.

### Narrativa breve
- El gust del café (catalán) - Ed. Pòrtic, 1989.
- Mirada líquida dentro de Tancat per vacances (colectiva, con Sebastià Alzamora, Lluís Calvo, Miquel de Palol, Andreu Martín, Isabel Olesti, Eva Piquer, Maria Mercè Roca, Care Santos y Lluís Maria Todó) - Ed. Columna, 2003.
- La síndrome del conill blanc dentro de Condició de mare - Ed. Ara llibres, 2004.
- Barcelona, 1964 dentro de El llibre de la Marató de TV3. Vuit relats sobre les malalties mentals greus - Ed. Columna, 2008.
- Con papá y sin papá dentro de El viaje del Polizón - Ed. Mundos épicos, 2012.
- Elvis dentro de El llibre de la Marató de TV3. Tots tenim un costat bo o molt bo - Ed. Ara Llibres, 2016.
- Un tresor amagat (catalán) // Un tesoro escondido - Ed. Comanegra, 2016.

### Narrativa juvenil
- Cul de sac (catalán) / Callejón sin salida - Ed. Estrella Polar, 2010 (1.ª Ed. Empúries, 1986) / Ed. PlanetaLector, 2012 (1.ª Ed. Ediciones SM, 1997).
- 2 CV (catalán) / Dos caballos - Ed. Estrella Polar, 2010 (1.ª Ed. Empúries, 1987) / Ed. Planeta & Oxford, 2004.
- Bitllet d'anada i tornada (catalán) / Billete de ida y vuelta - Ed. Empúries / Ed. El Aleph, 1999.
- El diari lila de la Carlota(catalán) / El diario violeta de Carlota - Ed. Empúries, 2001 / Ed. El Aleph, 2009.
- El diari vermell de la Carlota (catalán) / El diario rojo de Carlota - Ed. Empúries / Ed. Destino, 2004.
- El diari blau de la Carlota (catalán) / El diario azul de Carlota - Ed. Empúries, 2006 / Ed. El Aleph, 2010.
- L'Emi i en Max. Les balenes desorientades (catalán) / Emi y Max. Las ballenas desorientadas - Ed. La Galera, 2007.
- L'Emi i en Max. La glacera verinosa (catalán) / Emi y Max. El glaciar venenoso - Ed. La Galera, 2007.
- L'Emi i en Max. El llac assassí (catalán) / Emi y Max. El lago asesino - Ed. La Galera, 2007.
- L'Emi i en Max. Els lemmings bojos (catalán) / Emi y Max. Los lemmings locos - Ed. La Galera, 2008.
- L'Emi i en Max. L'asteroide destructor (catalán) / Emi y Max. El asteroide destructor - Ed. La Galera, 2008.
- La tribu de Camelot. Carlota y el misterio del canario robado / La tribu de Camelot. La Carlota i el misteri del canari robat (catalán) - Ed. Destino / Ed. Estrella Polar, 2008.
- Així és la vida, Carlota (catalán) / Así es la vida, Carlota - Ed. Estrella Polar, 2009 (1.ª Ed. Empúries, 1989) / Ed. Destino, 2009 (1.ª Ed. SM, 1990).
- Ets galàctica, Carlota! (catalán) / ¡Eres galáctica, Carlota! - Ed. Estrella Polar, 2009 (1.ª ed. Editorial Cruïlla, colección Gran Angular, 1994) / Editorial Destino, 2010 (1.ª ed. 1998 en Ediciones SM).
- Emi y Max. Los elefantes enfurecidos / L'Emi i en Max. Els elefants enfurismats - Ed. La Galera, 2009.
- La tribu de Camelot. Carlota y el misterio del botín pirata / La tribu de Camelot. La Carlota i el misteri del botí pirata (catalán) - Ed. Destino / Ed. Estrella Polar, 2009.
- L'Emi i en Max. Guia de supervivència (catalán) / Emi y Max. Guía de supervivencia - Ed. La Galera, 2009.
- La tribu de Camelot. La Carlota i el misteri del passadís secret (catalán) / La tribu de Camelot. Carlota y el misterio del pasadizo secreto - Ed. Estrella Polar / Ed. Destino, 2009.
- Emi y Max. Los pozos contaminados / L'Emi i en Max. Els pous contaminats - Ed. La Galera, 2009.
- La tribu de Camelot. La Carlota i el misteri del túnel del terror (catalán) / La tribu de Camelot. Carlota y el misterio del túnel del terror - Ed. Estrella Polar / Ed. Destino, 2010.
- El diari groc de la Carlota(catalán) / El diario amarillo de Carlota- Ed. Empúries / Ed. Destino, 2010.
- Emi y Max. La amenaza del virus mutante/L'Emi i en Max. L'amenaça del virus mutant(catalán) - Ed. La Galera, 2010.
- La tribu de Camelot. La Carlota i el misteri de la catedral gòtica (catalán) / La tribu de Camelot. Carlota y el misterio de la catedral gótica - Ed. Estrella Polar / Ed. Destino, 2010.
- El gran llibre de la Carlota(catalán) - Ed. Empúries, 2010.
- La tribu de Camelot. Carlota y el misterio de la casa encantada / La tribu de Camelot. La Carlota i el misteri de la casa encantada (catalán) - Ed. Destino / Ed. Estrella Polar, 2010.
- La tribu de Camelot. Carlota y el misterio de la varita mágica / La tribu de Camelot. La Carlota i el misteri de la vareta màgica (catalán) - Ed. Destino / Ed. Estrella Polar, 2010.
- La tribu de Camelot. Carlota y el misterio de los gatos hipnotizados / La tribu de Camelot. La Carlota i el misteri dels gats hipnotitzats (catalán) - Ed. Destino / Ed. Estrella Polar, 2011.
- La tribu de Camelot. Carlota y el misterio de la extraña vampira / La tribu de Camelot. La Carlota i el misteri de l'estranya vampira (catalán) - Ed. Destino / Ed. Estrella Polar, 2011.
- La tribu de Camelot. Carlota y el misterio de las ranas encantadas / La tribu de Camelot. La Carlota i el misteri de les granotes encantades (catalán) - Ed. Destino / Ed. Estrella Polar, 2011.
- El diari taronja de la Carlota(catalán) / El diario naranja de Carlota- Ed. Empúries / Ed. Destino, 2011.
- La tribu de Camelot. Carlota y el misterio de los mensajes anónimos / La tribu de Camelot. La Carlota i el misteri dels missatges anònims (catalán) - Ed. Destino / Ed. Estrella Polar, 2011.
- La tribu de Camelot. Carlota y el misterio de las turquesas polvorientas / La tribu de Camelot. La Carlota i el misteri de les turqueses empolsegades (catalán) - Ed. Destino / Ed. Estrella Polar, 2012.
- La tribu de Camelot. Los pájaros enloquecidos / La tribu de Camelot. Els ocells embogits (catalán) - Ed. Destino / Ed. Estrella Polar, 2012.
- La tribu de Camelot. La noche de Halloween / La tribu de Camelot. La nit de Halloween (catalán) - Ed. Destino / Ed. Estrella Polar, 2012.
- El Club de los Malditos. Maldita hermana / El Club dels Maleïts. Maleïda germana (catalán) - Ed. Destino / Ed. Estrella Polar, 2012.
- La tribu de Camelot. El fantasma de la ópera / La tribu de Camelot. El fantasma del Liceu (catalán) - Ed. Destino / Ed. Estrella Polar, 2013.
- La tribu de Camelot. El drac de Sant Jordi (catalán) - Ed. Estrella Polar, 2013.
- La tribu de Camelot. El esqueleto emparedado / La tribu de Camelot. L'esquelet emparedat (catalán) - Ed. Destino / Ed. Estrella Polar, 2013.
- La tribu de Camelot. La duquesa de Olivares / La tribu de Camelot. La duquessa de Pals (catalán) - Ed. Destino / Ed. Estrella Polar, 2013.
- El Club de los Malditos. Malditos matones / El Club dels Maleïts. Maleïts brètols (catalán) - Ed. Destino / Ed. Estrella Polar, 2013.
- El Club de los Malditos. Malditas chicas / El Club dels Maleïts. Maleïdes noies (catalán) - Ed. Destino / Ed. Estrella Polar, 2014.
- El rastro brillante del caracol / El rastre brillant del cargol (catalán) - Ed. Destino / Ed. Fanbooks, 2014.
- La venganza de los panteras negras / La venjança dels panteres negres (catalán) - Ed. Bromera, 2015.
- Ni en mil años te dejaría tirada / Mai de la vida et deixaria tirada (catalán) - Ed. Edebé, 2021

### Narrativa infantil
- La meva família i l'àngel (catalán) / Mi familia y el ángel - Ed. Estrella Polar, 2011(1.ª Ed. Cruïlla, 1992) / Ed. SM, 1992.
- Busco una mare! (catalán) / ¡Busco una mamá! - Ed. La Galera, 2005.
- Un tió amb vista (catalán) - Ed. La Galera, 2007.
- La Fada Menta. La meitat d'en Jan (catalán) / El Hada Menta. La mitad de Juan - Ed. La Galera, 2008.
- La Fada Menta. Es necessiten petons (catalán) / El Hada Menta. Se necesitan besos - Ed. La Galera, 2008.
- La Fada Menta. Sóc un monstre (catalán) / El Hada Menta. Soy un monstruo - Ed. La Galera, 2008.
- La Fada Menta. Mala sort o bona sort? (catalán) / El Hada Menta. ¿Mala suerte o buena suerte? - La Galera, 2008.
- La Fada Menta. Un mirall al cor (catalán) / El Hada Menta. Un espejo en el corazón - La Galera, 2008.
- La lluna en un cove (catalán) / Querer la luna - Ed. Planeta Lector, 2011(1.ª Ed. Empúries, 2009) / Ed. SM, 1989.
- La Fada Menta. Ja estic! (catalán) / El Hada Menta. ¡Ya estoy! - La Galera, 2009.
- La Fada Menta. Música a la panxa (catalán) / El Hada Menta. Música en la barriga - La Galera, 2009.
- El blog de la Malika (catalán) - Estrella Polar, 2013.
- Minty, la fada. Jo guanyo (catalán) / "Minty, el hada. Yo gano" - Estrella Polar, 2013.
- Minty, la fada. Diguin el que diguin (catalán) / "Minty, el hada. Digan lo que digan" - Estrella Polar, 2013.
- Minty, la fada. T'ho prometo (catalán) / "Minty, el hada. Te lo prometo" - Estrella Polar, 2014.
- Minty, la fada. Un vestit per la Noa (catalán) / "Minty, el hada. Un vestido para Noa" - Estrella Polar, 2014.
- El libro de las emociones para niñas y niños / El llibre de les emocions per a nenes i nens - B de Blok / Navona, 2018.
- Yo, Watson y el armario de Jacqueline / Jo, en Watson i l'armari de la Jacqueline (premi Vaixell de Vapor) - SM / Cruïlla, 2019.
- Pequeños cuentos con grandes valores / Petits contes amb grans valors - B de Blok, 2020.
- La rebelión de las chicas / La rebel·lió de les noies (catalán) - Estrella Polar / Destino, 2021.

## Premios literarios
- 1987 Premio Recull de Blanes por El gust del café
- 1987 Premio Ramón Muntaner de literatura juvenil por Dos cavalls (2 Cv)
- 1987 Premio Andròmina de narrativa de Valencia por Vol nocturn
- 1988 Premio White Ravens por la International Youth Library de Múnich por “2 CV”.
- 1990 Mención de honor de IBBY por Així és la vida Carlota
- 1990 Finalista del Premio Nacional de Literatura infantil y juvenil por Així és la vida Carlota
- 1998 Premio L’Odissea de Editorial Empúries, Grup 62 por Bitllet d'anada i tornada
- 2003 Mención de honor de la UNESCO por El diari lila de la Carlota
- 2003 XXIII Premio Ramon Llull de novela por El final del joc
- 2006 Premio White Ravens por la International Youth Library de Múnich por Busco una mare.
- 2008 I Premio "Participando Creamos espacios de igualdad" en la categoría de Arte y Cultura, por el Consejo de Mujeres del Municipio de Madrid por el conjunto de su obra.[9]
- 2010 Medalla Francesc Macià al Trabajo por su papel en la literatura catalana de finales del siglo XX y principios del XXI y por su lucha feminista.
- 2018 Premio El Vaixell de Vapor de la editorial Cruïlla.[10]
- 2018 Premio Sant Joan de narrativa por El fil invisible
- 2024 Premio CEDRO por su apoyo a la defensa de los derechos de autor.[11]

| Predecesor: Màrius Carol | Premio Ramon Llull de novela 2003 | Sucesor: Alfred Bosch |